# Wintersperre

Hinweisschild am Fuß des Passes: Die Furka ist geschlossen

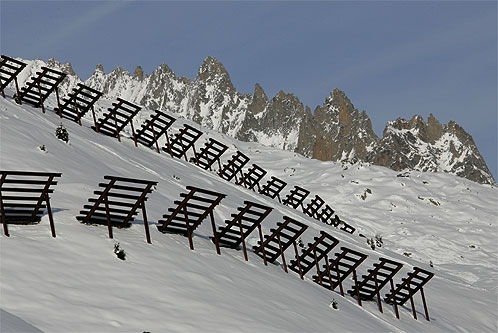
Lawinenverbauungen zum Schutz der Benutzer der Alpenpässe vor Lawinen

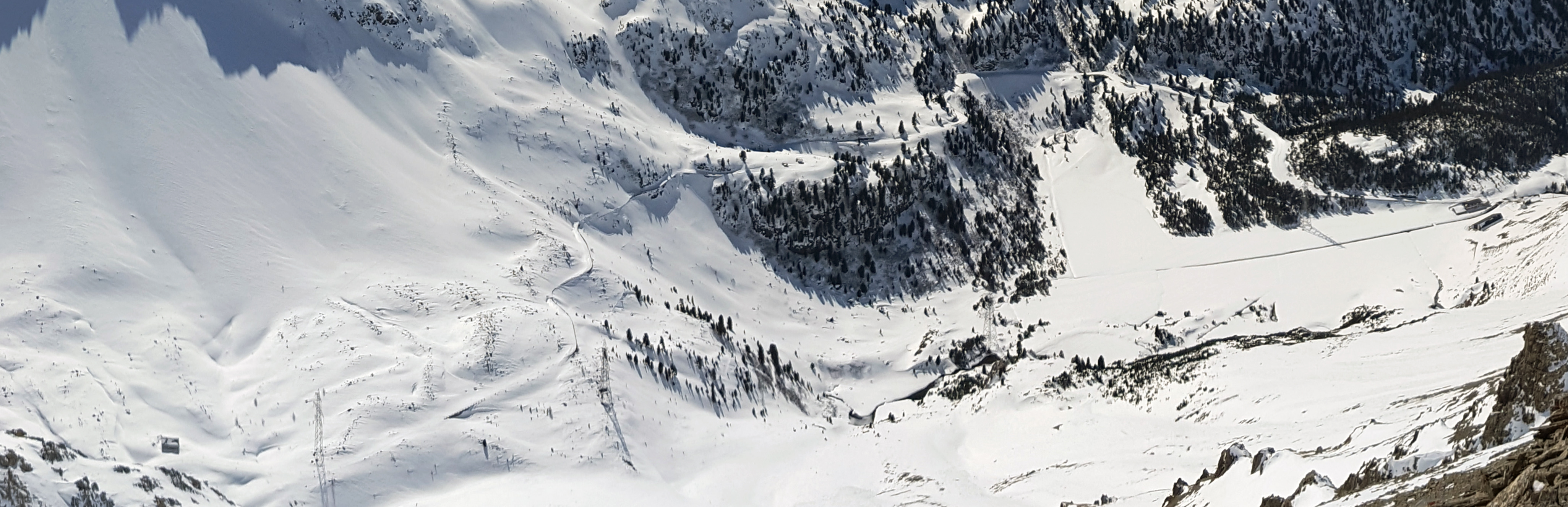
Der Albulapass im März mit Schneeverwehungen

Als Wintersperre bezeichnet man eine saisonal bedingte amtliche Sperrung von Verkehrswegen im Winter, insbesondere in der Schweiz und in Österreich, aber auch in Italien und Frankreich.

## Verkehrswege
Bei höher gelegenen Verkehrswegen, besonders bei Gebirgspässen, wäre eine ganzjährige Freihaltung der Strecke und die Sicherung vor Lawinen und anderen Naturgefahren nur mit sehr hohem Aufwand möglich. Aus Kosten-Nutzen-Überlegungen heraus werden deswegen viele Pässe im Winter für den Verkehr geschlossen. Es wird also eine Wintersperre verhängt. Anstelle einer durchgängigen Sperre kann auch eine stundenweise Sperre oder eine Nachtfahrsperre angeordnet werden. Bei der zeitweiligen Freigabe der Strecke kann es sein, dass die Fahrzeuge einem Schneepflug im Block folgen müssen oder Schneekettenpflicht verordnet wird. Dieses Kolonnekjøring wird vor allem in schwachbesiedelten Gegenden in Skandinavien durchgeführt, wo eine Straßenverbindung offengehalten werden muss.
Die Wintersperre bei Alpenpässen dauert in der Regel von den ersten großen Schneefällen Ende Oktober bis um Ostern oder Pfingsten. Damit eine Freigabe erfolgen kann, darf keine akute Lawinengefahr mehr bestehen, denn ansonsten kann die Straße nicht sicher mit Schneefräsen freigeräumt werden.

### Beispiel Flüela- und Julierpass als Pässe ohne Wintersperre
Seit der Eröffnung der Vereinalinie wird der Flüelapass im Winter nicht mehr offengehalten, weshalb die folgenden Aussagen heute so nicht mehr zutreffen, es soll in erster Linie als Beispiel zeigen, was für und gegen eine Wintersperre spricht.
Vor der Eröffnung der Vereinalinie wurde dieser Pass als letzte Verbindung ins Engadin offengehalten und nicht der Julierpass. Allerdings ist darauf hinzuweisen, dass der Julierpass nach Möglichkeit immer auch offengehalten wurde, da die Verbindung zwischen Unter- und Oberengadin ebenfalls nicht wintersicher ist. Obwohl es sich beim Julierpass um eine höherwertige Straße handelt, die im Fernverkehrsplan aufgenommen ist und sogar tiefer liegt, war der Pass sehr oft im Winter gesperrt. Denn gerade die Einreihung als Hauptstraße hat teilweise die Offenhaltung im Winter verhindert, da hier der Bund und der Kanton Graubünden die Verantwortung hätten teilen müssen. Für eine durchgehende Befahrbarkeit hätte er also wie der Simplonpass oder der Grosse St. Bernhard mit Lawinengalerien ausgebaut werden müssen. Denn bei Hauptstraßen gilt: Entweder können sie 24 Stunden befahren werden oder sie müssen gesperrt werden. So liegt bei dem als Verbindungsstraße taxierten Flüelapass die Verantwortung nur beim Kanton und vor allem bei den Gemeinden. Diese konnten viel flexibler auf die aktuelle Gefahrenlage reagieren. Des Weiteren besteht bei einer Verbindungsstraße trotz fehlender Wintersperre keine 24-stündige Offenhaltungspflicht. Deswegen durfte der Pass im Winter in der Nacht ohne Einschränkungen gesperrt werden. Dies wäre beim Julierpass, bei einer Straße von nationaler Bedeutung, nur in akuten Gefahrenlagen erlaubt. Daher wurde der Julier vollständig gesperrt, bis die Wiederbefahrbarkeit während 24 Stunden garantiert werden konnte. In der Folge war der Julierpass regelmäßig für längere Zeit gesperrt, während der Flüelapass tagsüber offen gehalten werden konnte. Dadurch war die Anreise ins Engadin nur noch über den Flüelapass möglich. Dazu kommt noch, dass der Flüelapass nicht von großen Lawinenzügen, sondern nur von kleineren Schneefeldern bedroht wird, deren Gefahrenpotential um einiges einfacher zu berechnen ist. Diese wurden in der Nacht meistens gesprengt. Trotzdem riss am 1. Mai 1992 eine Hanglawine einen Reisebus in die Tiefe, hierbei kamen vier Menschen ums Leben und 16 weitere wurden zum Teil schwer verletzt. Der Pass war an jenem Tag schon für den Sommerverkehr freigegeben.
Der Julierpass wird heute immer noch offengehalten. Bei akuter Lawinengefahr muss er jedoch für mehrere Tage geschlossen werden. Die Anreise ins Engadin erfolgt dann mit dem Autoverlad durch den Vereinatunnel.

## Rechtliche Einordnung
In Österreich ist die Wintersperre ein allgemeines Fahrverbot im Sinne der StVO und kann für Landesstraßen durch die Landesregierung, für Gemeindestraßen vom Bürgermeister erlassen werden.
In der Schweiz gilt die Wintersperre gemäß bundesgerichtlicher Rechtsprechung als zeitlich beschränktes Totalfahrverbot im Sinne von Art. 3 Abs. 3 Strassenverkehrsgesetz (SVG).

## Kenntlichmachung der Wintersperre auf Karten
In der Schweiz ist es üblich, neben dem Passnamen mit römischen Zahlen (meist in roter Farbe) die Sperrzeiten anzugeben. So bedeutet z.B, das XI-V neben dem Splügenpass, dass der Pass von November (XI) bis Mai (V) voraussichtlich mit einer Wintersperre versehen ist.